# Lobaye (vattendrag i Kongo-Kinshasa)
Lobaye är ett vattendrag i Kongo-Kinshasa, ett biflöde till Lomamifloden. Det rinner genom provinsen Tshopo, i den centrala delen av landet, 1 100 km nordost om huvudstaden Kinshasa.